# بيت الفرح (فلم 1918)
بيت الفرح (بالإنجليزية: The House of Mirth) هو فيلم دراما تم إنتاجه في الولايات المتحدة وصدر في سنة 1918.

## وصلات خارجية
- مقالات تستعمل روابط فنية بلا صلة مع ويكي بيانات